# Bernát Scorus
Bernát Scorus (ur. 1979) – hiszpański kulturysta.

## Biogram
Od zawsze uprawiał sport. Treningi siłowe rozpoczął jako dwunastolatek. Pierwszy raz w zawodach kulturystycznych wziął udział w 2000 roku. Szybko stał się jednym z czołowych, najczęściej odznaczanych kulturystów w Hiszpanii.
Mieszka w miejscowości Alicante.

## Osiągi (wybór)
- 2009:
  - Universe – federacja NAC – II m-ce
- 2006:
  - World Championships – fed. NAC – I m-ce w kategorii średniowysokiej, całkowity zwycięzca
  - World Championships – fed. NABBA – I m-ce
  - Mr. Olympia – fed. NABBA – I m-ce
  - Cup of Scitec – I m-ce
- 2005:
  - Cup of Scitec – I m-ce
  - Cup of Austria – I m-ce
- 2002:
  - Cup of Scitec – I m-ce
- 2001:
  - Hungarian Championships – I m-ce
- 2000:
  - Junior National Contest – I m-ce